# Ray Liotta
Raymond Allen Liotta (Newark, Nueva Jersey, 18 de diciembre de 1954-Santo Domingo, 26 de mayo de 2022), conocido como Ray Liotta, fue un actor de cine y televisión estadounidense, candidato a los Globos de Oro, a los Premios del Sindicato de Actores y ganador del Emmy al mejor actor invitado en una serie dramática, recordado por sus papeles en películas como Field of Dreams (1989), el protagonista Henry Hill en Goodfellas (1990) y por ser la voz de Tommy Vercetti, personaje principal del clásico videojuego Grand Theft Auto: Vice City.
También intervino en otras películas como en Something Wild (1986), por la que obtuvo una nominación al Globo de Oro, Cop Land (1997), Hannibal (2001), Blow (2001), John Q (2002), Identidad (2003), un cameo como él mismo en Bee Movie (2007), Observe and Report (2009), Mátalos suavemente (2012), The Place Beyond the Pines (2012), Historia de un matrimonio (2019) y The Many Saints of Newark (2021), así como en la serie dramática Shades of Blue (2016–2018).

## Biografía
Nació en Newark, Nueva Jersey. Fue adoptado a los seis meses de edad por Mary, una secretaria, y Alfred Liotta, dueño de una tienda de piezas para automóviles y presidente del partido demócrata local. Tenía una hermana, Linda Liotta, también adoptada.
Según Liotta, se enteró de niño que era adoptado. Contrató a un detective privado y así encontró a su madre biológica en los años 2000. Sus padres adoptivos eran de ascendencia italiana él, y escocesa e irlandesa ella. Después de investigar y hablar con su madre biológica, descubrió que era mayormente de ascendencia escocesa. «Encontré a mi madre biológica y descubrí que no tengo un hermano gemelo, pero sí un medio hermano, cinco medio hermanas y una hermana de la que no sabía nada hasta hace quince años atrás».
Fue criado en la religión católica; aunque su familia no era especialmente religiosa iban a misa y recibió el bautismo, la primera comunión y la confirmación. En 1973 se graduó en la Union High School en la localidad de Union, Nueva Jersey, y en 1992 fue incorporado en el salón de la fama del instituto. Posteriormente estudió interpretación en la Universidad de Miami, donde formó parte del grupo de teatro universitario de Jerry Herman Ring Theatre.

## Carrera
Uno de los primeros papeles del actor fue en el de Joey Perrini en el programa de televisión Another World (1978). Permaneció en esta serie desde 1978 hasta 1981. A partir de entonces se dedicó al cine en papeles generalmente secundarios; debutó en la pantalla grande con The Lonely Lady (1983), filme protagonizado por Pia Zadora que recibió pésimas críticas. Su gran oportunidad llegó en 1987, con la película de Jonathan Demme Something Wild (1986) por la que fue candidato al Globo de Oro al mejor actor de reparto por su interpretación del villano Ray Sinclair. A partir de aquí, las ofertas de Liotta se multiplicaron: intervino en Field of Dreams (1989) junto a Kevin Costner, James Earl Jones y Burt Lancaster, y protagonizó al gángster Henry Hill en Goodfellas (1990), dirigida por Martin Scorsese, junto a actores como Robert De Niro y Joe Pesci; esta película recibió seis candidaturas a los Óscar, incluyendo el premio a la mejor película.  Liotta se caracterizó por interpretar a personajes oscuros, fríos y cínicos, de doble estándar que se encubren con una fachada fiable, por ejemplo, el policía psicópata en Falsa Seducción (1992) que interpretó cara a cara con Kurt Russell y Madeleine Stowe.
Posteriormente apareció en títulos como Cop Land (1997) con Sylvester Stallone, Hannibal (2001) de Ridley Scott con Anthony Hopkins y que recaudó 351 millones de dólares en todo el planeta. Ha participado en la comedia Heartbreakers (2001) con Sigourney Weaver y Jennifer Love Hewitt y el thriller Blow (2001) junto a Johnny Depp y Penélope Cruz. Sumó a su filmografía los thrillers Identity (2003) en el que compartió cartel con John Cusack y Amanda Peet, y Smokin' Aces (2006) en la que apareció con Ryan Reynolds y Ben Affleck. Participó brevemente en la comedia Wild Hogs (2007), protagonizada por John Travolta, Tim Allen, Martin Lawrence y William H. Macy que acumuló mundialmente 253 millones de dólares. En 2005, su interpretación en la serie de televisión ER (2005) en el capítulo Time of Death, le valió el premio Emmy al mejor actor invitado en una serie dramática. Más tarde llegaron cintas como el thriller Crossing Over (2008), en la que compartió cartel con Harrison Ford o Ashley Judd y que no fue estrenada en las salas cinematográficas de numerosos países por su mensaje a los inmigrantes; o el drama Charlie St. Cloud (2010), basado en la novela de Ben Sherwood, protagonizado por Zac Efron y Kim Basinger. La película no contó con el beneplácito de la mayoría de críticos cinematográficos.
También prestó su voz en numerosas ocasiones a otros productos multimedia como el personaje de Tommy Vercetti en el videojuego de 2002 Grand Theft Auto: Vice City. Asimismo realizó la función de narrador en el documental del canal National Geographic Inside the Mafia. También prestó su voz a la cinta animada Bee Movie (2007), donde interpretó una irascible versión de sí mismo, o en la serie de televisión animada Bob Esponja, en un episodio de 2008. En su faceta como productor, fue quien produjo las películas Narc (2002), que él mismo protagonizaba junto a Jason Patric; Take the Lead (2006), protagonizada por Antonio Banderas, producida en categoría de productor ejecutivo y la serie de televisión La línea (2009), también en función de productor ejecutivo, protagonizada por él mismo y Andy García. y por último tuvo participación en el video oficial Lovers on the Sun de David Guetta (2014) y Bloodstream de Ed Sheeran con la participación de Rudimental en 2015.

## Vida privada
Se casó con la actriz Michelle Grace el 15 de febrero de 1997. Se conocieron en el rodaje de la película para televisión The Rat Pack (1998), en la que el actor interpretaba el papel de Frank Sinatra y Grace el de Judy Campbell. Tuvieron una hija llamada Karsen, que nació en diciembre de 1998. Finalmente se divorciaron en 2004. Su último lugar de residencia fue en la ciudad de Los Ángeles junto a la también actriz Catherine Hickland.
El 19 de febrero de 2007 fue arrestado por conducir bajo los efectos del alcohol y estrellar su Cadillac Escalade contra dos vehículos aparcados en Pacific Palisades.

## Fallecimiento
El 26 de mayo de 2022, Liotta falleció mientras dormía. Murió por insuficiencia respiratoria, edema pulmonar y fallo cardiaco. Las actas también señalaron que el actor padecía de aterosclerosis, lo que agravaba su cuadro. En el momento de su muerte se encontraba en el hotel Casa del Árbol, parte del complejo de casas del siglo XVI en la Zona Colonial de Santo Domingo, en la República Dominicana en el rodaje de su nueva película Dangerous Waters.

## Reconocimiento póstumo
Fue reconocido póstumamente en el Paseo de la Fama de Hollywood, el 24 de febrero del 2023, reconocimiento que fue recogido por su hija Karsen en su nombre.

## Filmografía

### Cine
| Año  | Título                                        | Personaje                                                       | Notas |
| ---- | --------------------------------------------- | --------------------------------------------------------------- | --- |
| 1983 | The Lonely Lady                               | Joe Heron                                                       | |
| 1986 | Something Wild                                | Ray Sinclair                                                    | Boston Society of Film Critics Award por mejor actor de reparto (compartido con Dennis Hopper por Blue Velvet) |
| 1986 | Something Wild                                | Ray Sinclair                                                    | Nominado—Golden Globe Award por mejor actor de reparto – Motion Picture                                        |
| 1986 | Something Wild                                | Ray Sinclair                                                    | Nominado—National Society of Film Critics Award por mejor actor de reparto                                     |
| 1986 | Something Wild                                | Ray Sinclair                                                    | Nominado—New York Film Critics Circle Award por mejor actor de reparto                                         |
| 1987 | Arena Brains                                  | El Artista                                                      | Corto |
| 1988 | Dominick and Eugene                           | Eugene "Gino" Luciano                                           | |
| 1989 | Field of Dreams                               | Shoeless Joe Jackson                                            | |
| 1990 | Goodfellas                                    | Henry Hill                                                      | |
| 1992 | Article 99                                    | Dr. Richard Sturgess                                            | |
| 1992 | Unlawful Entry                                | Oficial Pete Davis                                              | Nominado—MTV Movie Award por mejor villano                                                                     |
| 1994 | No Escape                                     | Capitán J.T. Robbins                                            | |
| 1994 | Corrina, Corrina                              | Manny Singer                                                    | |
| 1995 | Operation Dumbo Drop                          | Capitán T.C. Doyle                                              | |
| 1996 | Unforgettable                                 | Dr. David Krane                                                 | |
| 1997 | Turbulence                                    | Ryan Weaver                                                     | |
| 1997 | Cop Land                                      | Detective Gary "Figgsy" Figgis                                  | |
| 1998 | Phoenix                                       | Detective Harry Collins                                         | También coproductor                                                                                            |
| 1999 | Muppets from Space                            | Guardia de puerta #1                                            | Cameo |
| 1999 | Forever Mine                                  | Mark Brice                                                      | |
| 2000 | Pilgrim                                       | Jack                                                            | |
| 2000 | A Rumor of Angels                             | Nathan Neubauer                                                 | |
| 2001 | Hannibal                                      | Paul Krendler                                                   | |
| 2001 | Heartbreakers                                 | Dean Cummano / Vinny Staggliano                                 | |
| 2001 | Blow                                          | Fred Jung                                                       | |
| 2002 | Narc                                          | Teniente Henry Oak                                              | También productor                                                                                              |
| 2002 | Narc                                          | Teniente Henry Oak                                              | Nominado—Independent Spirit Award por mejor actor de reparto                                                   |
| 2002 | Narc                                          | Teniente Henry Oak                                              | Nominado—Phoenix Film Critics Society Award por mejor actor de reparto                                         |
| 2002 | John Q.                                       | Jefe Gus Monroe                                                 | |
| 2002 | Ticker                                        | FBI Agent                                                       | Segmento "The Hire" para la BMW short film series                                                              |
| 2003 | Identity                                      | Samuel Rhodes                                                   | |
| 2004 | The Last Shot                                 | Jack Devine                                                     | |
| 2004 | Control                                       | Lee Ray Oliver                                                  | Directo a DVD                                                                                                  |
| 2005 | Revolver                                      | Dorothy Macha                                                   | |
| 2005 | Slow Burn                                     | Ford Cole                                                       | También coproductor ejecutivo                                                                                  |
| 2006 | Even Money                                    | Tom Carver                                                      | |
| 2006 | Take the Lead                                 | Desconocido                                                     | Productor ejecutivo                                                                                            |
| 2006 | Local Color                                   | John Talia Sr.                                                  | |
| 2006 | Comeback Season                               | Walter Pearce                                                   | |
| 2006 | Smokin' Aces                                  | Agente del FBI Donald Carruthers                                | |
| 2007 | Wild Hogs                                     | Jack Blade                                                      | |
| 2007 | In the Name of the King: A Dungeon Siege Tale | Gallian                                                         | |
| 2007 | Battle in Seattle                             | Mayor Jim Tobin                                                 | |
| 2007 | Bee Movie                                     | Él mismo                                                        | Voz |
| 2008 | Hero Wanted                                   | Detective Terry Subcott                                         | |
| 2008 | Powder Blue                                   | Jack Doheny                                                     | |
| 2009 | Crossing Over                                 | Cole Frankel                                                    | |
| 2009 | Observe and Report                            | Detective Harrison                                              | |
| 2009 | La Línea                                      | Mark Shields                                                    | También productor ejecutivo                                                                                    |
| 2009 | Youth in Revolt                               | Lance Wescott                                                   | |
| 2010 | Crazy on the Outside                          | Gray                                                            | |
| 2010 | Date Night                                    | Joe Miletto                                                     | No acreditado                                                                                                  |
| 2010 | Snowmen                                       | Reggie Kirkfield                                                | También productor ejecutivo                                                                                    |
| 2010 | Chasing 3000                                  | Adulto Mickey                                                   | |
| 2010 | Charlie St. Cloud                             | Florio Ferrente                                                 | |
| 2011 | The Details                                   | Peter Mazzoni                                                   | |
| 2011 | The Son of No One                             | Capitán Marion Mathers                                          | |
| 2011 | All Things Fall Apart                         | Dr. Brintall                                                    | |
| 2011 | Street Kings 2: Motor City                    | Detective Marty Kingston                                        | Directo a DVD                                                                                                  |
| 2011 | The River Murders                             | Jack Verdon                                                     | |
| 2011 | Field of Dreams 2: Lockout                    | Roger Goodell                                                   | Corto |
| 2011 | The Entitled                                  | Richard Nader                                                   | |
| 2012 | Wanderlust                                    | Él mismo                                                        | Cameo |
| 2012 | Killing Them Softly                           | Markie Trattman                                                 | |
| 2012 | Breathless                                    | Sheriff Cooley                                                  | |
| 2012 | The Iceman                                    | Roy DeMeo                                                       | |
| 2012 | The Place Beyond the Pines                    | DeLuca                                                          | |
| 2012 | Huyendo del pasado                            | Jim                                                             | |
| 2012 | Yellow                                        | Afai                                                            | |
| 2012 | Bad Karma                                     | Molloy                                                          | |
| 2012 | Dear Dracula                                  | Conde Drácula                                                   | Voz. Directo a DVD                                                                                             |
| 2013 | The Devil's in the Details                    | Dr. Robert Michaels                                             | |
| 2013 | Pawn                                          | Hombre en el traje                                              | |
| 2013 | Objetivo: El presidente                       | Tod Shaw                                                        | |
| 2014 | Better Living Through Chemistry               | Jack Roberts                                                    | |
| 2014 | Muppets Most Wanted                           | Big Papa                                                        | |
| 2014 | The Identical                                 | Reece Wade                                                      | También productor ejecutivo                                                                                    |
| 2014 | Sin City: A Dame to Kill For                  | Joey                                                            | |
| 2014 | Revenge of the Green Dragons                  | Agente del FBI Michael Bloom                                    | |
| 2014 | Stretch                                       | Él mismo                                                        | Cameo |
| 2014 | Kill the Messenger                            | John Cullen                                                     | |
| 2015 | Blackway                                      | Blackway                                                        | |
| 2015 | Campus Code                                   | Barman                                                          | |
| 2016 | Sticky Notes                                  | Jack                                                            | |
| 2016 | Flock of Dudes                                | Tío Reed                                                        | |
| 2019 | Historia de un matrimonio                     | Jay Marotta                                                     | Netflix |
| 2020 | Hubie Halloween                               | Sr. Landolfa                                                    | |
| 2021 | Sin movimientos bruscos                       | Frank Capelli                                                   | |
| 2021 | The Many Saints of Newark                     | Aldo "Hollywood Dick" Moltisanti / Salvatore "Sally" Moltisanti | |
| 2022 | Broken Soldier                                | Sr. Ancilla                                                     | |
| 2023 | Cocaine Bear                                  | Syd White                                                       | |
| 2023 | Fool's Paradise                               | Productor                                                       | |
| 2024 | 1992                                          | Lowell                                                          | Netflix |

### Televisión
| Año       | Título                                    | Personaje                            | Notas                                                                                                  |
| --------- | ----------------------------------------- | ------------------------------------ | --- |
| 1978–1981 | Another World                             | Joey Perrini                         | |
| 1980      | Hardhat and Legs                          | Familia                              | Película para televisión                                                                               |
| 1981      | Crazy Times                               | Johnny "Wizard" Lazarra              | Película para televisión                                                                               |
| 1983      | St. Elsewhere                             | Murray                               | Episodio: "Rain"                                                                                       |
| 1983      | Casablanca                                | Sacha                                | 5 episodios                                                                                            |
| 1984      | Mike Hammer                               | Tony Cable                           | Episode: "Kill Devil"                                                                                  |
| 1985      | Our Family Honor                          | Oficial Ed Santini                   | 10 episodios                                                                                           |
| 1991      | Women & Men 2: In Love There Are No Rules | Martin Meadows                       | Película para televisión                                                                               |
| 1995      | Frasier                                   | Bob                                  | Voz. Episodio: "Frasier Grinch"                                                                        |
| 1998      | The Rat Pack                              | Frank Sinatra                        | Películadpara televisión                                                                               |
| 1998      | The Rat Pack                              | Frank Sinatra                        | Nominado - Screen Actors Guild Award por actor de reparto en una miniseries o película para televisión |
| 2001      | Family Guy                                | Zack                                 | Voz. Episodio: "Brian Does Hollywood"                                                                  |
| 2001–2002 | Just Shoot Me!                            | Él mismo                             | 2 episodios                                                                                            |
| 2002      | Point of Origin                           | John Leonard Orr                     | Película para televisión                                                                               |
| 2003      | Saturday Night Live                       | Él mismo (anfitrión)                 | Episodio: "Ray Liotta/The Donnas"                                                                      |
| 2004      | ER                                        | Charlie Metcalf                      | Episodio: "Time of Death"                                                                              |
| 2004      | ER                                        | Charlie Metcalf                      | Primetime Emmy Award por actor invitado de reparto en una serie de drama                               |
| 2006–2007 | Smith                                     | Bobby Stevens                        | 7 episodios                                                                                            |
| 2008      | SpongeBob SquarePants                     | Líder de la banda Bubble Poppin Boys | Voz. Episodio: "What Ever Happened to SpongeBob?"                                                      |
| 2010      | Hannah Montana                            | Director Luger                       | Episodio: "Hannah Montana to the Principal's Office"                                                   |
| 2011      | The League                                | Sr. Hudabega                         | Episodio: "Yobogoya!"                                                                                  |
| 2012      | Phineas and Ferb                          | Él mismo                             | Voz. Episodio: "What A Croc!"                                                                          |
| 2012      | NTSF:SD:SUV::                             | Jason                                | Episodio: "Wasilla Hills Cop"                                                                          |
| 2012      | Abominable Christmas                      | Abominable Dad                       | Voz. Película de televisión                                                                            |
| 2014      | The Money                                 | George Archer                        | Piloto                                                                                                 |
| 2015      | Texas Rising                              | Lorca                                | 5 episodios                                                                                            |
| 2015      | Texas Rising                              | Lorca                                | Nominado—Screen Actors Guild Award por actor de reparto en una miniseries o película para televión     |
| 2015–2016 | The Making of the Mob                     | Narrador                             | Voz. 16 episodios                                                                                      |
| 2016–2018 | Shades of Blue                            | Ten. Matt Wozniak                    | 36 episodios                                                                                           |
| 2016      | Modern Family                             | Él mismo                             | Episodio: "Playdates"                                                                                  |
| 2017      | Unbreakable Kimmy Schmidt                 | Paulie Fiuccillo                     | Episodio: "Kimmy Pulls Off a Heist!"                                                                   |
| 2017      | Young Sheldon                             | Vincent                              | Episodio: "A Solar Calculator, a Game Ball, and a Cheerleader's Bosom"                                 |
| 2018      | Great News                                | Él mismo                             | Episodio: "Early Retirement"                                                                           |
| 2018      | The Simpsons                              | Morty Szyslak                        | Voz. Episodio: "King Leer"                                                                             |
| 2021      | Hanna                                     | Gordon Evans                         | |
| 2022      | Black Bird                                | James "Big Jim" Keene                | Miniserie                                                                                              |

### Videojuegos
| Año  | Título                      | Personaje      | Notas                                          |
| ---- | --------------------------- | -------------- | ---------------------------------------------- |
| 2002 | Grand Theft Auto: Vice City | Tommy Vercetti | G-Phoria Award por mejor voz masculina         |
| 2002 | Grand Theft Auto: Vice City | Tommy Vercetti | Spike Video Game Award por mejor actuación     |
| 2013 | Call of Duty: Black Ops II  | Billy Handsome | Personaje en "the Mob of the Dead zombies map" |

### Vídeos musicales
| Año  | Título              | Álbum  | Artista                   | Personaje  |
| ---- | ------------------- | ------ | ------------------------- | ---------- |
| 2014 | "Lovers on the Sun" | Listen | David Guetta              | El Villano |
| 2015 | "Bloodstream"       | x      | Ed Sheeran and Rudimental |            |

## Teatro
| Año  | Título | Personaje | Notas    |
| ---- | ------ | --------- | -------- |
| 2004 | Match  | Mike      | Broadway |

## Premios
Globo de Oro
| Año  | Categoría                              | Película       | Resultado |
| ---- | -------------------------------------- | -------------- | --------- |
| 1987 | Globo de Oro al mejor actor de reparto | Something Wild | Candidato |

Premios del Sindicato de Actores
| Año  | Categoría                                                                            | Película     | Resultado |
| ---- | ------------------------------------------------------------------------------------ | ------------ | --------- |
| 1999 | Premio del Sindicato de Actores al mejor actor de televisión - Miniserie o telefilme | The Rat Pack | Candidato |

Spike Video Game Awards
| Año  | Categoría            | Película                    | Resultado |
| ---- | -------------------- | --------------------------- | --------- |
| 2003 | Mejor Interpretación | Grand Theft Auto: Vice City | Ganador   |

Premios Emmy
| Año  | Categoría                                           | Película | Resultado |
| ---- | --------------------------------------------------- | -------- | --------- |
| 2005 | Emmy al mejor actor invitado en una serie dramática | ER       | Ganador   |